# Pécoraïte
La pécoraïte est une espèce minérale du groupe des silicates, sous-groupe des phyllosilicates, de la famille des serpentines, de formule (Ni)3Si2O5(OH)4 avec des traces : Al;Fe;Mg;Ca;H2O.

## Historique de la description et appellations

### Inventeur et étymologie
Décrite par Faust, Fahey, Mason & Dwornik en 1969 ; dédiée au Dr William Thomas Pecora (1913-1972), directeur de l'USGS.

### Topotype
GisementWolf Creek meteorite crater, Australie occidentale, Australie
ÉchantillonsLes échantillons types sont déposés au Musée national d'histoire naturelle des États-Unis, Washington D.C., États-Unis, no 128111.

### Cristallochimie
- Dimorphe de la népouite.
- Fait partie du groupe des serpentines et plus précisément sur sous-groupe du chrysotile

Sous groupe du chrysotile
- chrysotile Mg3Si2O5(OH)4 A2/m 2/m
- pécoraïte Ni3Si2O5(OH)4 C 2/m 2/m

Clinochrysotile, orthochrysotile et parachrysotile ont été déclassés par l'IMA en 2006 et définis désormais comme des polytypes de la chrysotile,,.

### Cristallographie
- Paramètres de la maille conventionnelle : {\displaystyle a} = 5,26 Å, {\displaystyle b} = 9,16 Å, {\displaystyle c} = 14,7 Å ; Z = 4 ; V = 707,84 Å3
- Densité calculée = 3,57 g cm−3

## Gîtes et gisements

### Gîtologie et minéraux associés
GîtologieFormée par altération des météorites Ni-Fe dans les conditions désertiques (Wolf Creek meteorite).
Le long des cisaillements des roches ultramafiques (Otway prospect, Australie occidentale).
dans les géodes de millérite (St. Louis, Missouri)
Minéraux associés
Maghémite, quartz, goethite, cassidyite, reevesite (Wolf Creek meteorite).
millérite, gaspéite, otwayite, nullaginite (Otway prospect, Australie occidentale).
millérite (St. Louis, Missouri).

## Gisements
- Australie

Wolf Creek meteorite crater, Australie occidentale, (topotype)
- Canada

Orford Nickel mine, St-Denis-de-Brompton, Le Val-Saint-François RCM, Estrie, Québec
- États-Unis

Comté de St. Louis, Missouri
- France

Mines de Roua, Gorges de Daluis, Puget-Théniers, Alpes-Maritimes, Provence-Alpes-Côte d'Azur 
- Italie

Val Malenco, Valteline, Sondrio, Lombardie.